# حلقه اشتراک کامل
در جبر جابجایی، حلقه اشتراک کامل (به انگلیسی: Complete Intersection Ring)، حلقه‌ای جابجایی است که مشابه حلقه‌های مختصاتی واریته‌هایی است که دارای خاصیت اشتراک کامل‌اند. به بیان ساده‌تر، می‌توان به آن‌ها به عنوان حلقه‌های موضعی نگاه کرد که با کمترین تعداد روابط ممکن قابل تعریف‌اند.
برای حلقه‌های موضعی نوتری، زنجیره شمول زیر را داریم:
حلقه‌های کتناری ⊃  حلقه‌های کوهن-مکالی ⊃ حلقه‌های گورنشتاین ⊃ حلقه‌ها اشتراک کامل ⊃ حلقه‌های موضعی منظم

## مثال‌ها
- حلقه‌های موضعی منظم، مثالی از حلقه‌های اشتراک کامل‌اند، اما برعکس آن برقرار نیست: حلقه {\displaystyle k[x]/(x^{2})} یک حلقه اشتراک کامل 0-بعدی است که منظم نیست.
- حلقه‌های موضعی اشتراک کامل، جزو حلقه‌های گورنشتاین هستند اما عکس آن صحیح نیست: حلقه {\displaystyle k[x,y,z]/(x^{2},y^{2},xz,yz,z^{2}-xy)} یک حلقه گورنشتاین 0-بعدی است که حلقه اشتراک کامل نمی‌باشد.
- مثالی از یک حلقه اشتراک کامل موضعی که حلقه اشتراک کامل نیست، {\displaystyle k[x,y]/(y-x^{2},x^{3})} است که طول 3 دارد چرا که به عنوان یک {\displaystyle k}-فضای برداری یکریخت با {\displaystyle k\oplus k\cdot x\oplus k\cdot x^{2}} می‌باشد.[۱]

## ارجاعات
1. ↑  "Example of locally complete intersection varieties which are not smooth and not complete intersection". MathOverflow. Retrieved 2017-01-04.